# People's Democratic Party (Bhutan)
O Partido Democrático do Povo ( em butanês:  མི་སེར་དམངས་གཙོའི་ཚོགས་པ་, PDP abreviado ) é um partido político liberal de aspecto politco centrista do Reino do Butão, formado em 24 de março de 2007. O presidente fundador deste partido é Sangay Ngedup, o ex-primeiro-ministro e ministro da Agricultura do Governo Real do Butão. O atual líder do partido é Tshering Tobgay. O Partido Democrático do Povo apresentou seu pedido de registro em 6 de agosto de 2007 e, portanto, tornou-se o primeiro partido político no Butão a fazê-lo. Em 1º de setembro de 2007, a Comissão Eleitoral do Butão registrou o partido. O partido apresentou candidatos para as eleições para a Assembleia Nacional de 2008 em todos os 47 círculos eleitorais.
O partido ganhou apenas dois dos 47 assentos da Assembleia Nacional, e pouco menos de um terço dos votos expressos. O único outro partido que se inscreveu na eleição, o Partido da Paz e Prosperidade do Butão, obteve 45 cadeiras e pouco mais de dois terços dos votos. O presidente do Partido Democrático do Povo, Sangay Ngedup, não conseguiu ganhar a cadeira em seu próprio eleitorado.
Nas eleições de 2013, o partido conquistou 32 cadeiras com 54,88% dos votos.
A vitória eleitoral de PDP é atribuída a suas abrangentes promessas de campanha. A promessa da campanha teve como foco a melhoria da economia, que registrou uma taxa de crescimento do PIB de 2%, a menor dos últimos 20 anos. A confiança na economia atingiu o seu ponto mais fraco, com a escassez de rupias, o aumento da dívida, a suspensão de empréstimos por instituições financeiras e a corrupção a tornar-se uma grande preocupação.